# Mac Miller
Pour les articles homonymes, voir Miller.
Mac Miller, (aussi connu sous les noms Easy Mac, Larry Lovestein, Larry Fisherman et Delusional Thomas), de son vrai nom Malcolm James McCormick, né le 19 janvier 1992 à Pittsburgh (Pennsylvanie) et mort le 7 septembre 2018 à Los Angeles (Californie), est un rappeur, chanteur et producteur américain.
Début 2010, il signe un contrat avec la maison de disques indépendante Rostrum Records de Pittsburgh. Il commence ensuite à enregistrer son premier album studio, Blue Slide Park qu'il sort le 8 novembre 2011. L'album se classe premier dans le classement hebdomadaire américain Billboard 200, ce qui en fait le premier album à être distribué de façon indépendante en tête depuis Dogg Food du groupe Tha Dogg Pound sorti durant l'année 1995.
En 2013, Mac Miller lance REMember Music, sa propre maison de disques, nommée ainsi en souvenir d'un ami décédé. Son deuxième album studio, Watching Movies with the Sound Off, sort le 18 juin 2013. En janvier 2014, Mac Miller annonce qu'il n'est plus sous contrat avec Rostrum Records et en octobre 2014, il aurait signé un contrat d'enregistrement pour lui et son label REMember avec Warner Records, dont quatre albums studio : GO:OD AM, The Divine Féminime, Swimming et Circles.
Le chanteur a lutté contre la dépression et la toxicomanie, ce qui était souvent traité dans ses chansons. Après une rechute, Mac Miller est décédé d'une surdose accidentelle de cocaïne, d'opiacés et d'alcool à son domicile âgé seulement de 26 ans.

## Biographie

### Jeunesse
Malcolm James McCormick naît le 19 janvier 1992 dans le quartier de Point Breeze à Pittsburgh situé à l'intérieur du comté d'Allegheny, en Pennsylvanie. Sa mère, Karen Meyers, est photographe tandis que son père, Mark McCormick, est architecte.
Avant d'étudier à la Taylor Allderdice High School, Mac Miller étudiait à Winchester Thurston. Au lycée, il décide de se concentrer sur sa carrière de rappeur : « Dès que j'ai eu 15 ans, je me suis sérieusement mis à bosser sur mes textes et cela a changé ma vie… J'avais l'habitude de faire du sport, mais une fois que j'ai découvert que le hip-hop était un vrai travail, c'est tout ce que j'ai fait. » Mac Miller est également un musicien autodidacte, il sait jouer du piano, de la guitare, de la batterie et de la contrebasse à partir de l'âge de seize ans. Il a étudié dans le même lycée que le rappeur américain Wiz Khalifa, avec lequel il avait gardé le contact.

### Débuts (2007–2010)

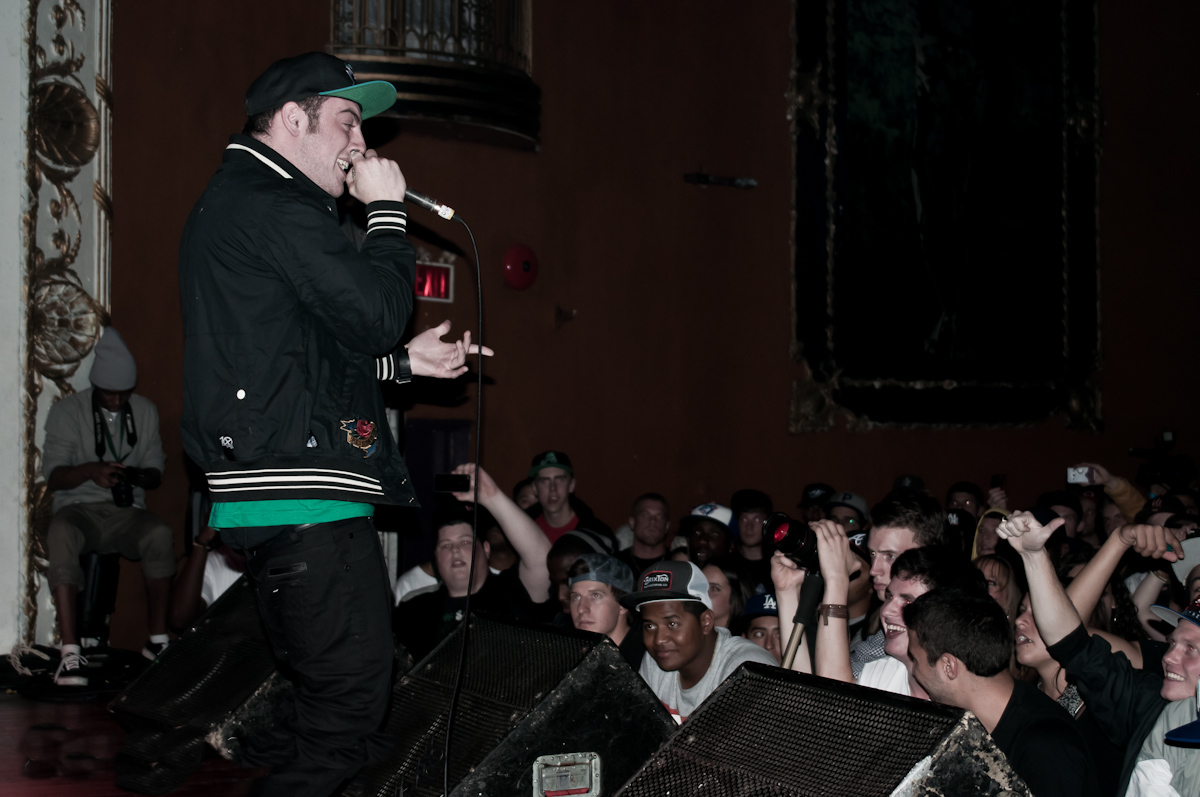
Mac Miller sur scène lors d'un concert à Toronto au Canada (2010).

Mac Miller commence à rapper à l'âge de 14 ans. Il souhaitait auparavant être auteur-compositeur-interprète. Il publie sa première mixtape, But My Mackin' Ain't Easy, en 2007 sous le nom de EZ Mac alors qu'il n'a que 15 ans.
Il fait partie du groupe The Ill Spoke avec un autre rappeur de Pittsburgh, Beedie. Ils créent How High, leur première mixtape en duo, en 2008. L'année suivante, Mac Miller publie deux autres mixtapes intitulées The Jukebox: Prelude to Class Clown et The High Life en solo.
À 18 ans, il signe avec le label Rostrum Records et publie une mixtape intitulée K.I.D.S. (Kickin' Incredibly Dope Shit) avec ce label en août 2010. Cette mixtape comporte des titres comme Nikes On My Feet ou encore Don't Mind If I Do (qui est un sample de la chanson Fireflies d'Owl City), Good Evening ou Outside. À la fin de cette même année, il part pour la première fois dans une tournée appelée Incredibly Dope Tour et est récompensé à deux reprises aux Pittsburgh Hip Hop Awards.

### Blue Slide Park(2011–2012)

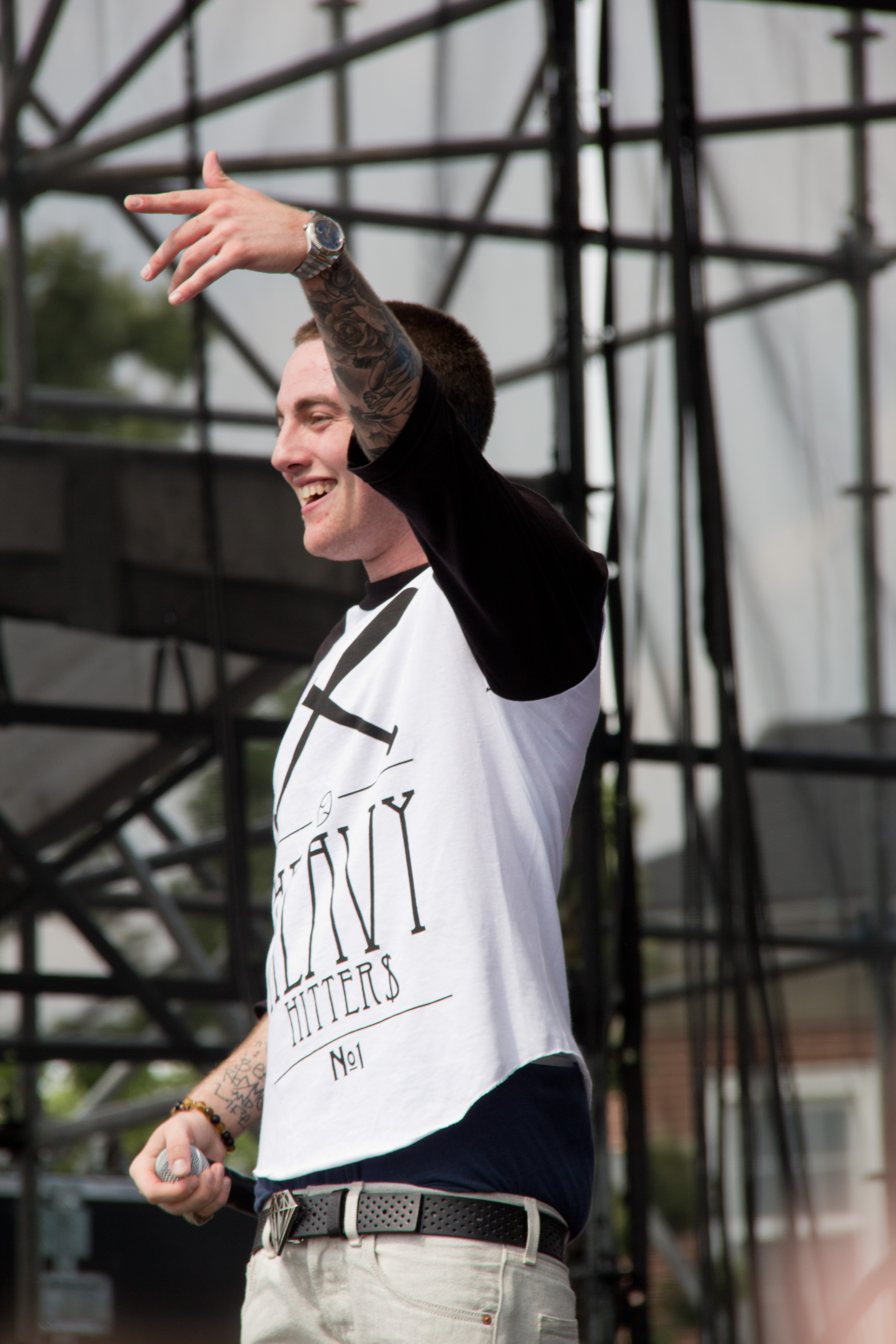
Mac Miller lors du Governors Ball Music Festival à New York (2011).

Le 11 mars 2011, Mac Miller publie sa cinquième mixtape intitulée Best Day Ever, dans laquelle se trouvent les chansons Donald Trump, Best Day Ever, Get Up, All Around The World et beaucoup d'autres. Le 22 novembre 2010 sort le clip vidéo de sa chanson Knock Knock qui est son premier single. La mixtape se verra être de plus en plus téléchargée, notamment grâce au succès de Donald Trump, chanson reprenant le nom de l'homme d'affaires et 45e président des États-Unis Donald Trump.
En juillet 2011, il annonce son premier album studio, intitulé Blue Slide Park (en référence à un parc de jeu auquel il se rendait souvent étant petit), qui est publié le 8 novembre 2011. Il participe aussi au remix de la chanson Moves Like Jagger du groupe américain Maroon 5. En octobre 2011, il réalise une mixtape de treize chansons appelée I Love Life, Thank You avec Sir Michael Rocks du groupe Cool Kids, Talib Kweli et Bun B. Son premier album se classe numéro un dans le classement hebdomadaire américain Billboard 200 en s'écoulant à 144 000 exemplaires la première semaine, faisant du rappeur le premier artiste, depuis l'année 1995, à placer un premier album indépendant en haut des classements. La même année, il fait partie des onze rappeurs classés dans la Freshman Class List du magazine américain de hip-hop XXL. Il fait sa première apparition télévisée dans le show Single Ladies sur la chaîne de télévision musicale américaine VH1.
En février 2012, il publie une bande-annonce de son clip Missed Calls. La version officielle sort au mois de juillet. Sa nouvelle mixtape, Macadelic, est publiée le 23 mars 2012. Dans ce projet, il aborde des sujets plus sérieux, contrastant avec la légèreté de ses premiers projets. Il réalise le single Loud, extrait de la mixtape éponyme qui se classe en 53e position du classement musical Billboard Hot 100. Il réalise peu de temps après une vidéo pour sa chanson Thoughts of A Balconey. En juin 2012, il met sa chanson Onaroll sur YouTube, produite par le chanteur américain Pharrell Williams. Au mois d'août 2012, il réalise un nouveau single appelé Glow, puis PlaneCarBoat, chanson dans laquelle apparaît le rappeur Schoolboy Q.

### Nouveaux albums (2013–2018)

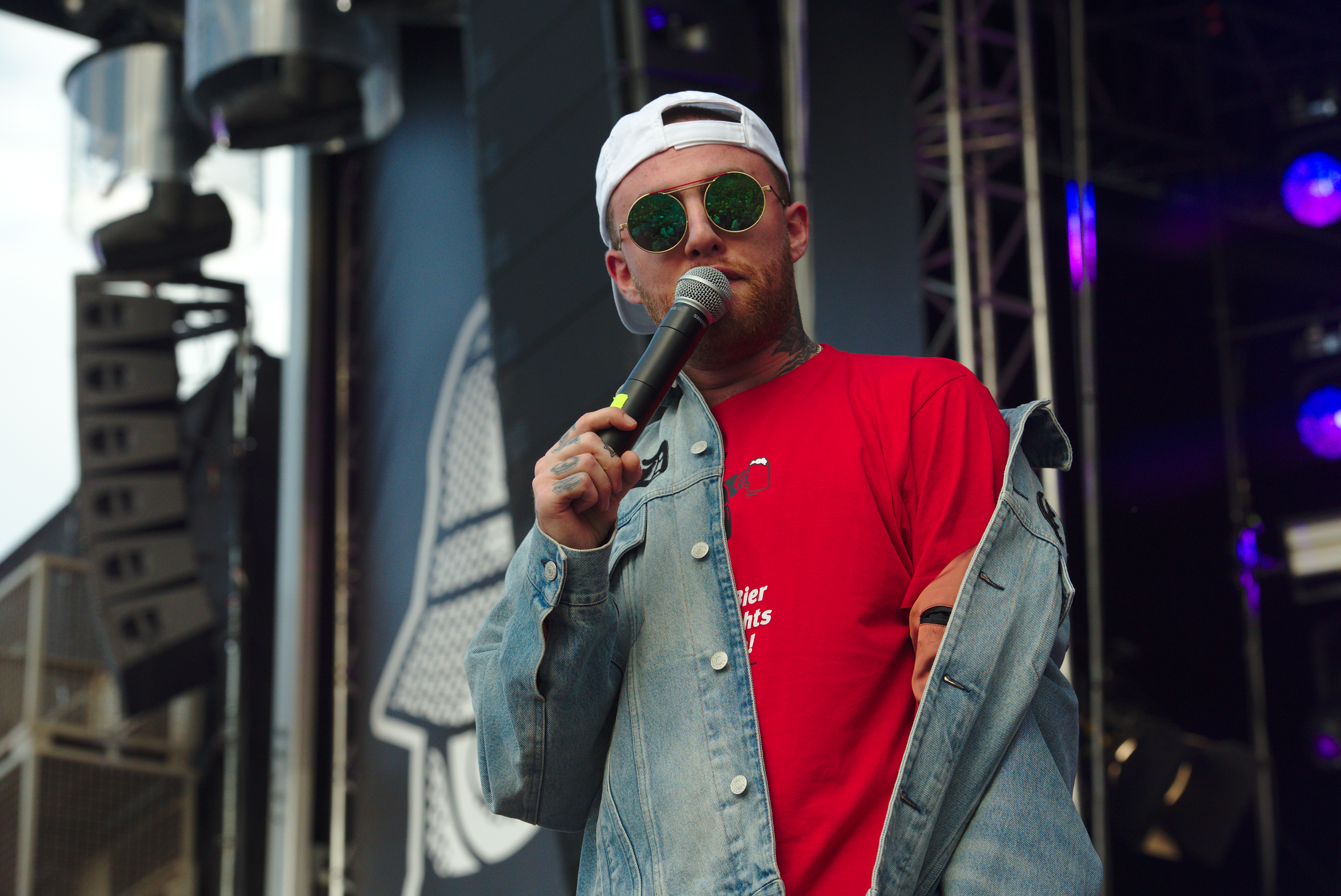
Mac Miller sur scène devant le musée du Ferropolis en Allemagne (2017).

En octobre 2012, Mac Miller annonce la sortie de son deuxième album studio au début de l'année 2013. Il fait partie du casting de sa propre téléréalité, Mac Miller and the Most Dope Family, diffusée sur la chaîne de télévision américaine MTV2.
En mars 2012, il publie Run-On Sentences Vol. 1, une nouvelle mixtape avec des parties instrumentales réalisées par lui-même. Il s'agit de la première fois qu'il signe avec le nom de Larry Fisherman. Il annonce le même mois que le premier single extrait de son deuxième album est S.D.S. Il fait découvrir une partie de la chanson dans le deuxième épisode de sa téléréalité. Il est en featuring avec Ariana Grande sur la chanson The Way qui figure sur l'album Yours Truly. Le 14 juin 2013, il publie son deuxième album studio, Watching Movies with the Sound Off qui est bien accueilli par la presse spécialisée qui dit apprécier son style psychédélique. Avec les titres S.D.S, Watching Movies et Goosebumpz, l'album se classe 3e dans le classement hebdomadaire américain Billboard 200 et s'écoule à 101 000 exemplaires la première semaine. Il fait notamment participer Schoolboy Q, Ab-Soul, Earl Sweatshirt, Tyler, The Creator, Action Bronson et Jay Electronica. Mac Miller déménage à Los Angeles afin d'enregistrer l'album. L'album possède trois singles : S.D.S., Watching Movies et Goosebumpz.
En août 2013, Mac Miller tourne la seconde saison de Mac Miller and the Most Dope Family. Il fonde REMember Music, son propre label discographique nommé en hommage à un ami décédé. Il commence par produire Stolen Youth, une mixtape de l'artiste Vince Staples, puis il part en tournée européenne avec Lil Wayne et 2 Chainz. Il publie Delusional Thomas, une nouvelle mixtape (album-concept), le même mois. En décembre 2013 sort son premier album live intitulé Live From Space. Il travaille sur quatre projets différents dont il a terminé au moins sept chansons chacun.
En janvier 2014, il annonce la fin de son contrat avec le label Rostrum Records. En outre, il publie Faces, sa dixième mixtape en solo. Il est révélé en octobre 2014 qu'il a signé un contrat entre son label REMember Music et Warner Records pour 10 millions de dollars.

### Mort et obsèques
Un mois après la sortie de son dernier album, Mac Miller est retrouvé mort des suites d'une overdose le 7 septembre 2018, à l'âge de 26 ans, dans sa maison située dans la vallée de San Fernando en Californie. L'autopsie révèle que le décès est dû à une surdose de fentanyl, d'alcool et de cocaïne.
Cependant, Mac Miller n'a jamais consommé de fentanyl intentionnellement. Quelques jours plus tôt, il avait pris contact par sms avec un certain Stephen Walter pour commander dix pilules d'oxycodone, un opioïde de synthèse. Mac Miller reçoit ses pilules de la main de Cameron James Pettit, qui lui-même les a reçues de Ryan Reavis. Mais Stephen Walter a fourni des pilules de fentanyl, autre opioïde de synthèse beaucoup plus puissant que l'oxycodone, et dont la consommation entraîne le décès de Mac Miller. Stephen Walter est condamné à 17 ans de prison, Ryan Reavis à 11 ans de prison et Cameron James Pettit pourrait quant à lui être condamné de 20 ans à la perpétuité (la procédure est en cours[Quand ?]).
Mac Miller est inhumé dans la plus stricte intimité le 5 novembre 2018 à Pittsburgh, au cimetière d'Homewood. Sa tombe n'est à ce jour dotée d'aucune pierre tombale.

### Albums posthumes
Au moment de son overdose, le rappeur travaillait sur un album compagnon de son avant-dernier album studio Swimming, intitulé Circles (donnant Swimming in Circles, soit "nager en rond"). Son décès a interrompu le processus créatif, mais le producteur de Swimming, Jon Brion, avait déjà commencé à enregistrer certains morceaux de Circles et a décidé de finir l'album sans Mac Miller, en suivant les directions que ce dernier lui avait communiquées avant sa mort. L'album posthume sort le 17 janvier 2020 et est un succès public et critique.
Arrivant exactement cinq ans après le premier album posthume, le second Balloonerism sort le 17 janvier via Warner. L'artiste a travaillé dessus pendant une période prolifique entre 2013 et 2015, lorsqu'il a sorti Watching Movies with the Sound Off, Delusional Thomas, Faces et GO:OD AM.

### Vie privée
En février 2011, lors d'une tournée dans l'État de New York, Mac Miller et ses amis ont été arrêtés pour possession de marijuana et ont dû passer la nuit en prison. L'affaire a été réglée. Il parle dans sa mixtape Faces de sa consommation de substances plus dures comme le LSD, et plus notamment de cocaïne, comme expliqué dans la chanson Polo Jeans. Mac Miller a arrêté de prendre de la prométhazine en novembre 2012, avant de commencer le tournage de son émission de téléréalité à venir, Mac Miller and the Most Dope Family (en). Selon le site web américain TMZ et le reportage What Really Happened to Mac Miller?, le rappeur avait eu des problèmes d'addiction avec le purple drank (composée de codéine et de prométhazine) ainsi qu'avec la cocaïne. Mac Miller a déclaré être dépendant de ce purple drank ou « lean », qu'il a commencé à prendre pour gérer le stress qu'il subissait au cours de sa tournée Macadelic en 2012. En janvier 2013, Mac Miller explique au magazine américain Complex : « J'étais tellement défoncé tout le temps que c'était malsain. Mes amis ne pouvaient même pas me regarder en face. J'étais perdu. » Au moment de la dépendance de Mac Miller, son ami d'enfance, Jimmy Murton, a déclaré : « Quand je l'ai vu dans cet état d'esprit, je me souviens combien il buvait, c'est incroyable mais il a réussi à s’arrêter. C'est certainement l'une des choses les plus impressionnantes qu'il ait jamais faites. »
Mac Miller a entretenu une relation avec une fille qu'il a rencontrée au collège jusqu'en avril 2013. Beaucoup de chansons sur sa mixtape Macadelic parlaient de leur relation. À partir d'août 2016, il est en couple avec la chanteuse américaine Ariana Grande. Après près de deux ans de relation, leur rupture est annoncée le 10 mai 2018 par le site web américain TMZ,.

## Discographie

### Albums studio
- 2011 - Blue Slide Park
- 2013 - Watching Movies with the Sound Off
- 2015 - GO:OD AM
- 2016 - The Divine Feminine
- 2018 - Swimming
- 2020 - Circles (Album posthume)
- 2025 - Balloonerism (Album posthume)

### Album live
- 2013 : Live From Space

### Mixtapes
- 2007 : But My Mackin' Aint Easy
- 2008 : How High: The Mixtape (avec The Ill Spoken)
- 2009 : The Jukebox: Prelude to Class Clown
- 2009 : The High Life
- 2010 : K.I.D.S.
- 2011 : Best Day Ever
- 2011 : I Love Life, Thank You
- 2012 : Macadelic
- 2013 : Delusional Thomas
- 2014 : Faces

### EP
- 2011 : On and On and Beyond

### En tant que Larry Lovestein
- 2012 : You par Larry Lovestein & The Velvet Revival[41]

### En tant que Larry Fisherman
- 2013 : Run-On Sentences
- 2013 : Stolen Youth (feat. Vince Staples)
- 2015 : Run-On Sentence, Volume 2

### Singles
- 2009 : Live Free
- 2010 : Knock Knock
- 2010 : Senior Skip Day
- 2010 : Donald Trump
- 2010 : Frick park market
- 2011 : Party on Fifth Avenue
- 2011 : Child Celebrity
- 2012 : Loud
- 2013 : S.D.S
- 2013 : Watching Movies
- 2013 : The Way avec Ariana Grande
- 2016 : Dang! avec Anderson .Paak
- 2016 : My Favorite Part avec Ariana Grande
- 2020 : Good News

#### En collaboration
- 2012 : Toussa toussa Rmx (feat. Disiz)

## Tournées
- 2011 : The Incredibly Dope Tour
- 2011 : Blue Slide Park Tour
- 2012 : Macadelic Tour
- 2012 : Under the Influence of Music Tour (avec Wiz Khalifa)
- 2013 : The Space Migration Tour
- 2015 : The GO:OD AM Tour
- 2017 : Dangerous Woman Tour avec Ariana Grande

## Filmographie
- 2013 : Scary Movie 5 : DeAndre